# 维克托·久巴
维克托·维克托罗维奇·久巴（羅馬化：Viktor Viktorovich Dzyuba；1977年8月10日—）是俄罗斯政治人物，第七届和第八届国家杜马代表。
2006年3月，他成为统一俄罗斯党成员。2010年3月14日当选图拉市杜马第四届代表。四年后，他在再次当选第五届杜马代表。2016年，他成功竞选图拉选区第七届国家杜马。2017年，他成为图拉州最具影响力的100人之一。2021年，他连任第八届国家杜马代表。

## 制裁
巴赫梅季耶夫于2022年因俄乌战争而受到加拿大和英国政府制裁。